# Mieczysław Balcer
Mieczysław Adam Antoni Balcer (ur. 12 czerwca 1906 w Krakowie, zm. 13 marca 1995 w Poznaniu) – polski piłkarz występujący na pozycji napastnika, reprezentant Polski w latach 1924–1934, trener piłkarski, lekkoatleta.

## Kariera klubowa

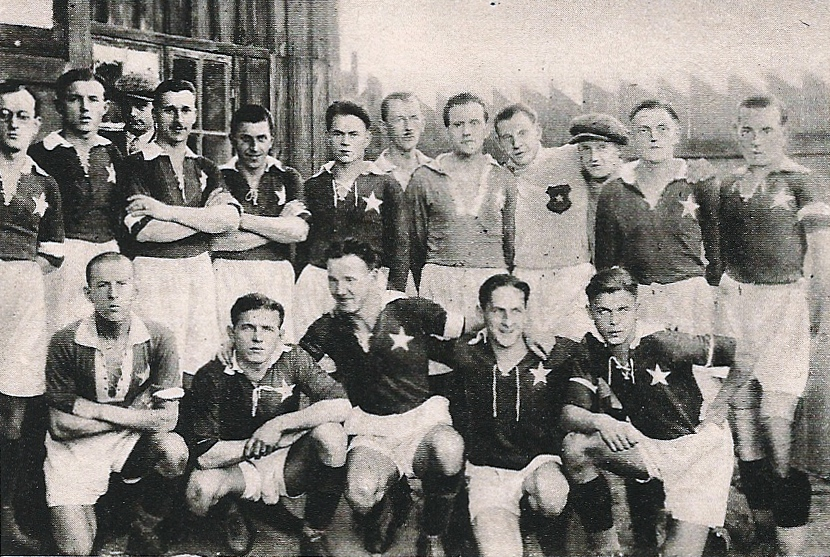
Wisła Kraków w 1927 roku, Balcer w środku w dolnym rzędzie

Jako piłkarz występował w Cracovii, Wiśle Kraków oraz Warcie Poznań. W barwach Wisły Kraków zdobył dwukrotnie mistrzostwo Polski (1927, 1928), oraz wywalczył Puchar Polski w 1926 roku.

## Kariera reprezentacyjna
10 czerwca 1924, mając niespełna 18 lat, zadebiutował w reprezentacji Polski w przegranym 2:3 meczu towarzyskim ze Stanami Zjednoczonymi, rozegranym w Warszawie. W czerwcu 1924 roku zdobył pierwszego gola w barwach narodowych w wygranym 2:0 spotkaniu z Turcją w Łodzi. Ogółem w latach 1924–1934 rozegrał w drużynie narodowej 10 meczów w których zdobył 8 bramek.

## Kariera trenerska
W trakcie swojej kariery trenerskiej pracował jako trener młodzieży w Unii Lublin oraz szkoleniowiec Warty Poznań (1945–1946) i Kolejarza Poznań (1951–1952).

## Kariera lekkoatletyczna
Mistrz Polski w lekkoatletycznym dziesięcioboju (1931).

## Życie prywatne
Przed II wojną światową pracował jako nauczyciel państwowego gimnazjum w Kościanie.
W latach 1950–1971 był kierownikiem katedry gier w Akademii Wychowania Fizycznego w Poznaniu.
Zmarł 13 marca 1995 w Poznaniu. Został pochowany w Alei Zasłużonych na Cmentarzu Junikowo (AZ-3-L-40).

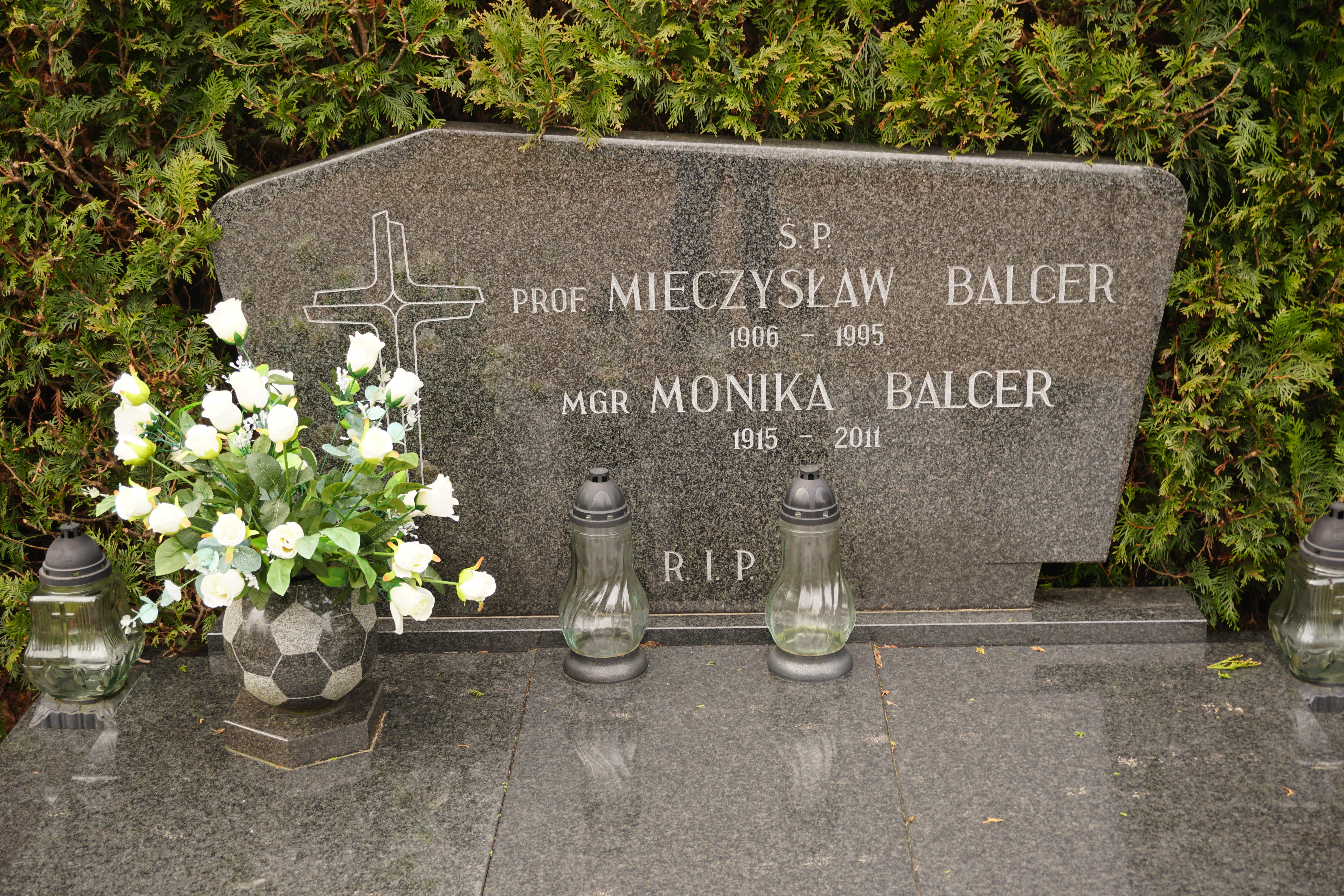
Grób Mieczysława Balcera na Cmentarzu Junikowskim

## Sukcesy
Wisła Kraków
- mistrzostwo Polski: 1927, 1928
- Puchar Polski: 1925/26

## Ordery i odznaczenia
- Srebrny Krzyż Zasługi (17 stycznia 1939)[2]